# إثميا قصيرة
إثميا قصيرة (الاسم العلمي:Ethmia humilis) هي نوع من الحشرات تتبع جنس الإثميا من فصيلة الألاشستيات.